# Виноградов, Николай Иванович (1856—1916)
Никола́й Ива́нович Виногра́дов (1856—1916) — профессор Московской духовной семинарии и православный духовный писатель.

## Биография
Родился в 1856 году в Москве в семье дьякона.
Окончил Московскую духовную семинарию (1872) и Московскую духовную академию в 1876 году. Магистр Московской духовной академии.
Преподавал еврейский язык и Священное Писание в Нижегородской духовной семинарии, а также греческий язык в Московском перервинском духовном училище (с 1884 года) и в Вифанской духовной семинарии (с 1888 года).
Умер в 1916 году.

## Главные труды
- «Учение святого Евангелия и Апостола о воскресении мертвых» (М., 1882);
- «О конечных судьбах мира и человека» (М., 1889);
- «Притчи Господа нашего Иисуса Христа» (М., 1892, магист. диссерт.);
- «Философа Платона: диалог об идее бессмертия» (М., 1892);
- «Взгляд на употребление и значение акцентов в книге Псалмов, как стихотворно-поэтической и на расстановку их в некоторых отрывках ветхозаветной прозы» (Сергиев Посад, 1894);
- «Нагорная проповедь Спасителя» (М., 1894);
- «Платон Лахес» (М., 1901).